# بازتابنده براگ توزیعی
بازتابندۀ براگ توزیعی یا آینه براگ یا دی‌بی‌آر (Distributed Bragg reflector) بازتابگری است که در موجبر استفاده می‌شود (مثلاً در فیبر نوری). ساختار آن متشکل از چند لایه ماده با n متفاوت است یا متشکل از چند لایه متناوب با مشخصات دی الکتریک متفاوت که منجر به تغییر ضریب شکست مؤثر هر تناوب می‌شود. مرز هر لایه باعث ایجاد بازتاب جزئی موج اپتیکی می‌شود. موج‌هایی که طول موجشان نزدیک به چهار برابر قطر اپتیکی لایه هاست تعداد زیادی از بازتاب‌ها دچار تداخل سازنده می‌شوند و این لایه‌ها به عنوان بازتابگر عالی عمل می‌کنند.
در آینه‌های DBR هر لایه قطری معادل یک چهارم طول موج لیزر دارد.
بخاطر طول کوتاه ناحیه بهره آینه‌هایی با بازتاب بالا نیاز است. معمولاً در ویسل‌ها آینه‌های بالا و پایین را دو نوع p و n دوپ می‌کنند و در واقع یک پیوند p-n تشکیل می‌دهند.
ساخت ویسل‌ها مزیت‌های زیادی دارد.
1. از آنجایی که ویسل‌ها از بالا یا پایین تابش می‌کنند آن‌ها را می‌توان هنگام ساخت تست کرد و در نتیجه هزینه تولید پایین می‌آید.
2. دهانه خروجی بزرگتری که یک ویسل نسبت به تابش ‌از لبه‌ دارد باعث می‌شود واگرایی پرتو خروجی کمتر شود.
3. آینه‌های بازتابگر قوی نیز باعث کاهش جریان آستانه مورد نیاز و در نتیجه توان مورد نیاز کمتر برای شروع کار می‌شود.
4. طول موج این نوع لیزرها به راحتی با تغییر قطر بازتابگرها قابل تنظیم کردن است.

## بازتاب

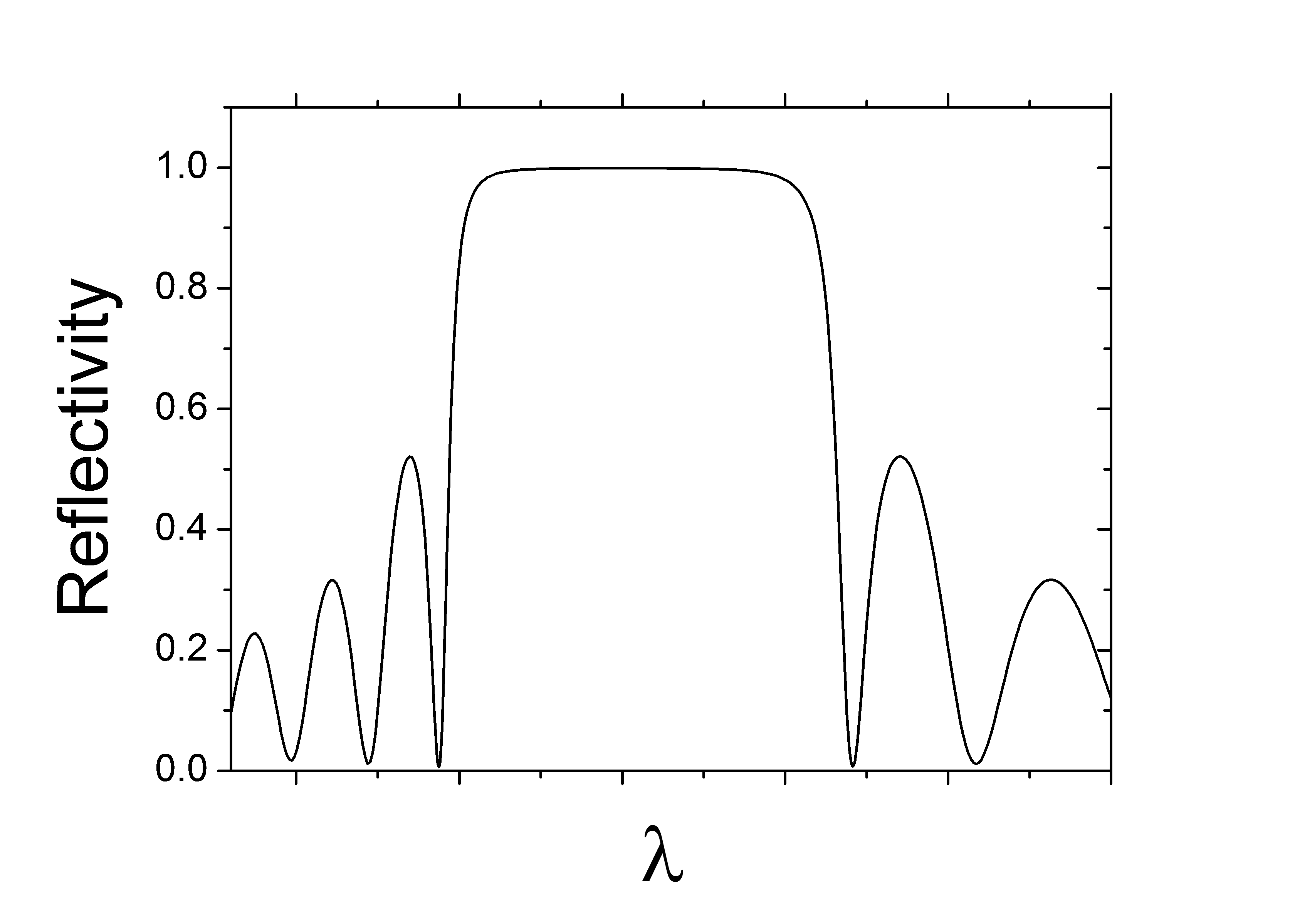
طیف بازتاب یک دی‌بی‌آر نوعی

بیشینه پهنای باند یک دی‌بی‌آر متشکل از مواد با ضریب شکست n1 و n2 از رابطه زیر به دست می‌آید:
{\displaystyle {\frac {\Delta f_{0}}{f_{0}}}={\frac {4}{\pi }}\arcsin \left({\frac {n_{2}-n_{1}}{n_{2}+n_{1}}}\right),}